# Iwashita Sōichi

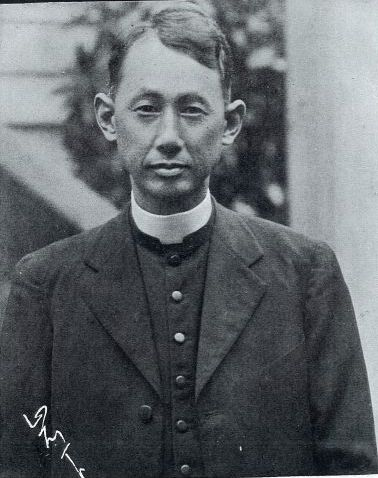
Iwashita Sōichi

Iwashita Sōichi (japanisch 岩下 壮一 Iwashita Sōichi; * 18. September 1889 in Tokio; † 3. Dezember 1940) war ein japanischer römisch-katholischer Priester und Philosoph.

## Leben und Wirken
Iwashita Sōichi wurde 1902 getauft, während er die katholische Schule „Gyōsei Gakuen“ (星暁学園) in Kawagoe besuchte. Er studierte an der Universität Tokio an der Philosophische Fakultät, wo er Vorlesungen des deutsch-russischen Philosophen Raphael von Koeber hörte. Wegen seiner Spitzenleistungen bei der Abschlussprüfung 1912 wurde Iwashita von der Universität mit einer silbernen Uhr ausgezeichnet.
Iwashita unterrichtete in Kagoshima an der „7. Oberschule alter Art“ (第七高等学校造士館. Dainana kōtō gakkō zōshikan) und bildete sich 1919 in Paris, London, Rom und an anderen Orten weiter. In dieser Zeit entschloss er sich, Priester zu werden, wurde im August 1919 in der Kapelle des Germanicum in die katholische Kirche aufgenommen und wurde nach entsprechender Ausbildung (u. a. im Angelicum) 1925 in der Jesuitenkirche in Venedig von Erzbischof Pietro La Fontaine zum Priester geweiht. Er kehrte im selben Jahr nach Japan zurück, eröffnete ein katholisches Forschungsinstitut, publizierte ein katholisches Religionsbuch, leitete eine Vereinigung der Kirchenfreunde (教友社, Kyōyūsha) und war Professor an einem Priesterseminar.
1930 wurde Iwashita Direktor des Kamiyama-Rehabilitationskrankenhauses (神山復生病院, Kamiyama fukusei byōin), eines Lepra-Krankenhauses in Gotemba, Präfektur Shizuoka, 1940 wurde er Direktor des gesamten Krankenhaus-Komplexes. So widmete er sein Leben der Hilfe für Leprakranke. Er erkrankte während eines Besuchs auf dem Kontinent und starb nach seiner Rückkehr nach Japan.
Zu Iwashitas Schriften gehören „Katholischer Glaube“ (カトリックの信仰, Katorikku no shinkō), später umbenannt in „Einführung in die Theologie“ (神学入門, Shingaku nyūmon), „Erbe des Glaubens“ (信仰の遺産, Shinkō no isan) und „Studium der Ideengeschichte der mittelalterlichen Philosophie“ (中世哲学思想史研究, Chūsei tetsugaku shisoshi kenkyū). Ferner sind erschienen die „Complete Works of Iwashita Sōichi“ (9 Bände, 1 Ergänzungsband).